# يان إيشتشنكو
يان إيشتشنكو هو لاعب كرة قدم روسي في مركز الهجوم، ولد في 10 مارس 1980 في Krylovskaya, Krylovsky District, Krasnodar Krai ‏ في روسيا. لعب مع دينامو بريانسك وروتور فولغوغراد ونادي روستوف أون دون.

## وصلات خارجية
- يان إيشتشنكو على موقع قاعدة بيانات كرة القدم.إي يو (الإنجليزية)
- يان إيشتشنكو على موقع Soccerway.com (الإنجليزية)